# Митрофанов, Владислав Владимирович
Владислав Владимирович Митрофанов (30 сентября 1935 года, Чусовой, Пермский край — 30 декабря 2001 года, Новосибирск) — советский и российский учёный в области механики, доктор физико-математических наук, профессор, Заслуженный деятель науки РФ (1999), лауреат Государственной премии РФ (2002, посмертно), главный редактор журнала «Физика горения и взрыва» (1993—2001), заместитель председателя Сибирской секции Совета по горению РАН.

## Биография
Среднюю школу № 7 в Чусовом окончил с золотой медалью (1953).
Учился в МФТИ с 1953 года, с 1956 года специализироваться на кафедре № 9 у академика М. А. Лаврентьева под непосредственным руководством Б. В. Войцеховского.
С момента организации в 1957 году Института гидродинамики СО АН СССР был приглашен туда на работу по совместительству. Осенью 1958 года переехал в Новосибирский академгородок (первая группа сотрудников Института). Заведующий лабораторией динамики гетерогенных систем, начальник отдела быстропротекающих процессов.
В 1962 году защитил кандидатскую диссертацию на тему «Многофронтовая структура газовой детонации», а в 1982 году — докторскую диссертацию.
Преподавал в Новосибирском государственном университете с его открытия (1959), с 1986 года — профессор кафедры физики сплошных сред. 11 его учеников стали кандидатами и 3 — докторами наук.
Автор более 200 научных работ, в том числе 2 научных открытий, 2 монографий, 2 учебных пособий, 22 изобретений.
В 1996 году назначен заместителем председателя Сибирской секции научного Совета по горению РАН.
В 1993 году возглавил журнал «Физика горения и взрыва», которым руководил до своей безвременной кончины 30 декабря 2001 года.

## Научные интересы
Открыл неустойчивости фронта детонационной волны, занимался детальным исследованием обнаруженных ранее ячеистых структур, построением теоретических схем поперечных волн, выяснением связи размера ячеек с начальными параметрами системы и характерными масштабами зоны реакции.
Первым получил фотоснимки ячеистой структуры детонационной волны при распространении в трубе. Участник разработки теоретической модели газовой детонации ячеистой структуры, формируемой поперечными к основному фронту детонации волнами. Первым сформулировал необходимое (критическое) условие инициирования сферической детонации. В 1966 году выполнил первые крупномасштабные натурные эксперименты по детонации топливно-воздушных смесей в открытом пространств, в 1970-е годы провел исследованиях механизма детонации в смесях газовой и жидкой или твердой фаз.
Среди прикладных разработок — исследования детонации некондиционных порохов, позволившие определить условия использования оставшихся после Великой Отечественной войны порохов при промышленных взрывных работах, (среди объектов применения — Казачинские пороги на Енисее, противоселевая плотина в Медео); исследования процессов в детонационных двигателях; разработка установок по газодетонационной очистке металлических деталей; один из основных создателей применяемой на химкомбинате «Маяк» принципиально новой технологии измельчения отработавших тепловыделяющих элементов ядерных реакторов и создатель необходимого оборудования для выполнения этих работ; участвовал в разработке специальных боеприпасов.

## Награды и премии
Орден Трудового Красного Знамени (1967) за создание Новосибирского научного центра СО АН СССР и успехи, достигнутые в развитии науки.
Медаль «Золотые руки» им. Р. И. Солоухина (ICDERS) (1997) за выдающиеся экспериментальные работы в области детонации газовых и гетерогенных систем.
Заслуженный деятель науки Российской Федерации (1999).
Государственная премия Российской Федерации (2002, посмертно) — за цикл работ «Инициирование и распространение волн детонации в открытом пространстве» (совместно с В. В. Марковым, Г. Г. Чёрным, А. А. Борисовым, С. М. Когарко, А. А. Васильевым, В. А. Левиным, В. П. Коробейниковым (посмертно))

## Память

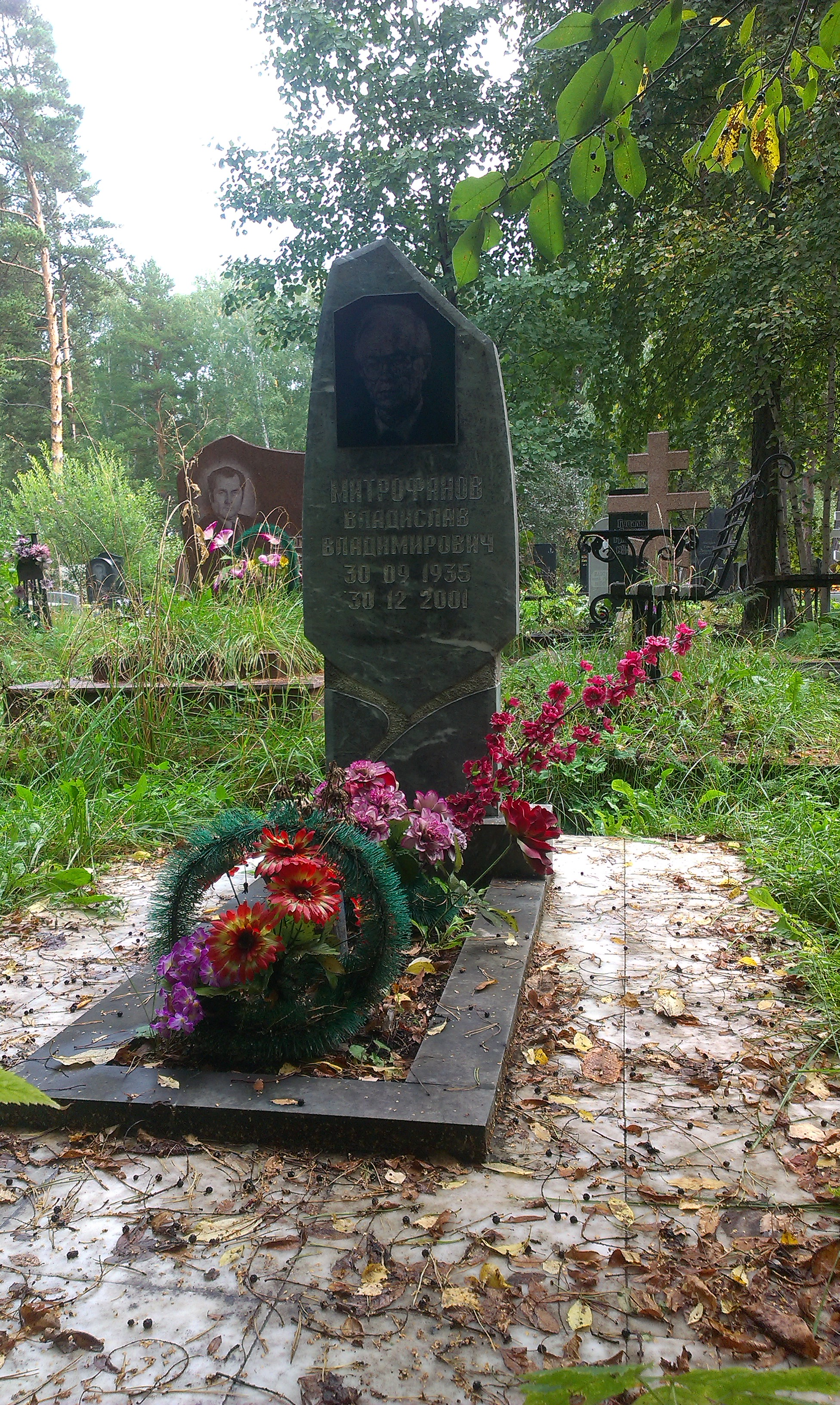
Могила В. Митрофанова на Южном кладбище

Похоронен на Южном (Чербузинском) кладбище Новосибирска.